# Emil Škoda
Pour les articles homonymes, voir Škoda.
Emil von Škoda (né le 19 novembre 1839 à Pilsen, royaume de Bohême ; décédé le 8 août 1900 à Selzthal, Autriche-Hongrie) est un ingénieur et un industriel tchèque, fondateur du groupe de construction mécanique Škoda.

## Biographie
Il reçut une formation d'ingénieur en Allemagne et devint ensuite ingénieur en chef d'une petite usine de machines à Pilsen. Trois ans plus tard, en 1869, il achetait l'usine et commençait à l'agrandir, construisant en 1886 une liaison de chemin de fer pour plus de facilité ; il y ajouta une usine d'armement en 1890 pour produire des mitrailleuses destinées à l'armée austro-hongroise. Ses usines continuèrent à s'étendre au cours de la décennie suivante aboutissant en 1899 à Škoda Holding, qui devint célèbre pour sa production d'armement pendant la Première et la Seconde Guerre mondiale.
Il était le fils d'un conseiller aulique aisé, Franz Ritter von Škoda ; il étudia le génie mécanique au Polytechnikum de Prague et au Polytechnikum de Karlsruhe. Suivirent des stages à l'étranger, entre autres en France, en Allemagne, en Angleterre et aux États-Unis. À partir de 1866, il dirigea comme ingénieur en chef l'entreprise de construction mécanique du comte Ernest von Waldstein-Wartenberg à Pilsen. En 1869, il acheta l'usine qui comptait à l'époque 33 employés et en fit une entreprise florissante avec 4 000 employés, qui à ses débuts fournissait des machines surtout aux sucreries, aux brasseries aux usines et aux aciéries.
Par la suite, il participa à la fondation de la brasserie Gambrinus. Il travailla pour l'armée. Pendant la crise économique des années 1870, il développa ses activités à l'étranger et livra le matériel pour des installations en Hongrie, dans les Balkans, en Pologne, en Ukraine et en Russie. À Kiev, il ouvrit sa propre succursale. En 1899, il fut élu président et secrétaire général de la nouvelle société par actions, poste qu'il garda jusqu'à sa mort. Il mourut le 8 août 1900 à Selzthal (Haute-Styrie) au cours d'un voyage en train qui le conduisait à la station balnéaire de Bad Gastein.
Il n'excellait pas seulement comme technicien et producteur mais il s'y entendait en affaires. Il devinait quels nouveaux développements étaient nécessaires tout en ayant le sens des problèmes qui se posaient. Son entreprise accepta des tâches qui semblaient techniquement impossibles pour l'époque et réussit à trouver au bout du compte des solutions, ce qui lui valut de nombreuses commandes supplémentaires de la part de l'armée.
C'est à lui qu'on doit le développement de la construction mécanique en Bohême, ce pour quoi il reçut de nombreuses distinctions. Entre autres, il était membre du Parlement des États et de toute une série de sociétés industrielles et d'institutions.
Un concours porte son nom, patronné par la Škoda Holding A.S. Le prix qui peut aller jusqu'à 80 000 couronnes récompense le meilleur travail technique pour un diplôme ou un doctorat.
Le nom de Škoda comme fabricant d'automobiles remonte aussi à lui.

## Source
- (de) Cet article est partiellement ou en totalité issu de l’article de Wikipédia en allemand intitulé « Emil Škoda » (voir la liste des auteurs).

- Notices dans des dictionnaires ou encyclopédies généralistes :   - Britannica
  - Deutsche Biographie
  - Enciclopedia italiana
  - Gran Enciclopèdia Catalana
  - Internetowa encyklopedia PWN
  - Österreichisches Biographisches Lexikon 1815–1950
  - Treccani
  - Visuotinė lietuvių enciklopedija
- Notices d'autorité :   - VIAF
  - ISNI
  - GND
  - Tchéquie